# Paragomphus bredoi
Paragomphus bredoi là một loài chuồn chuồn ngô thuộc họ Gomphidae. Loài này có ở Cộng hòa Dân chủ Congo, Malawi, và có thể cả Uganda. Môi trường sống tự nhiên của nó là các khu rừng đất thấp ẩm nhiệt đới và cận nhiệt đới. Nó bị đe dọa do mất môi trường sống.